# Grantia kempfi
Grantia kempfi és una espècie d'esponja calcària, marina i amb espícules formades per carbonat de calci. L'esponja pertany al gènere Grantia i a la família Grantiidae. El nom científic de l'espècie va ser publicat per primera vegada el 1976 per Radovan Borojevic i Solange Peixinho.